# Rockaway Beach (Queens)

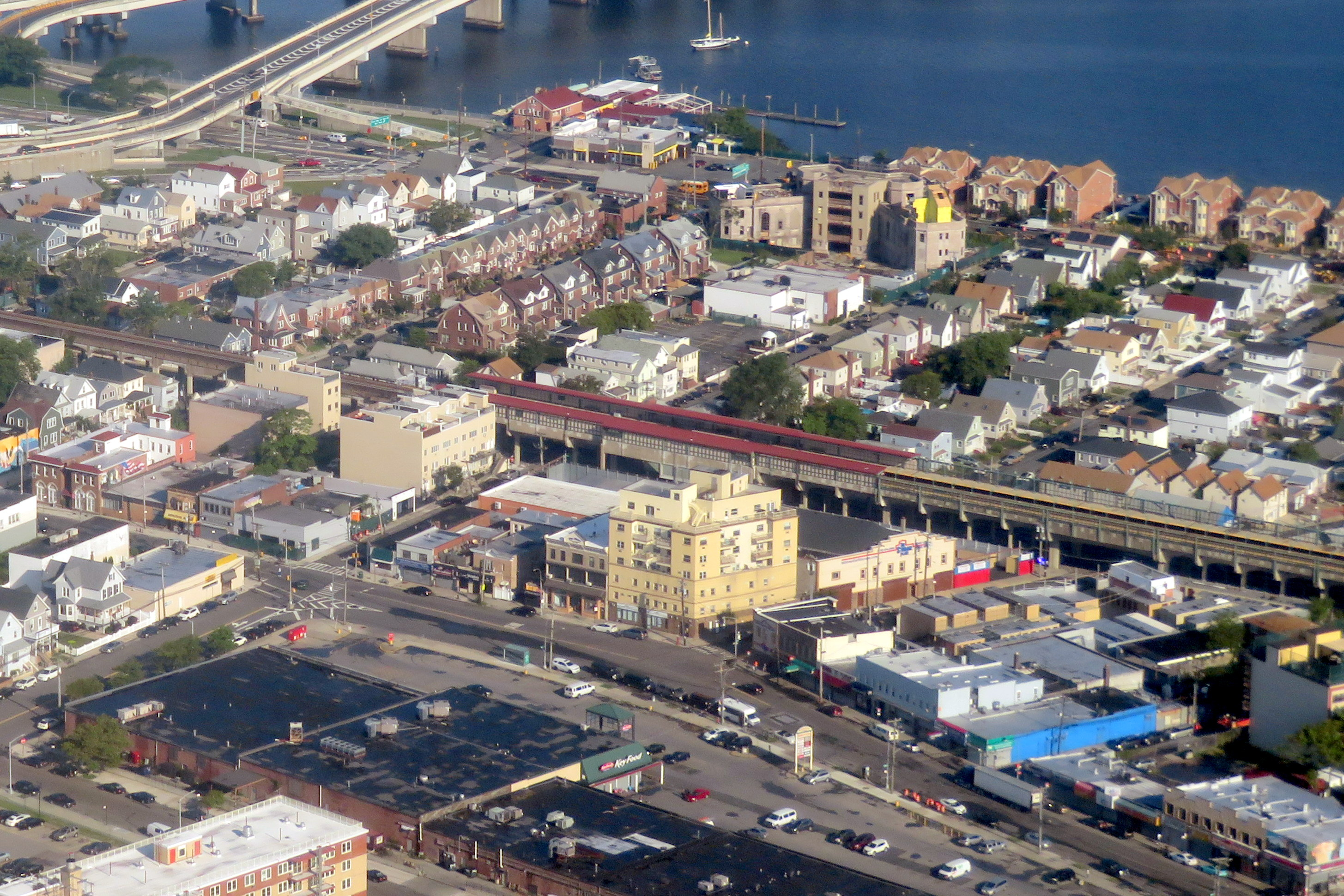
Blick auf Rockaway Beach

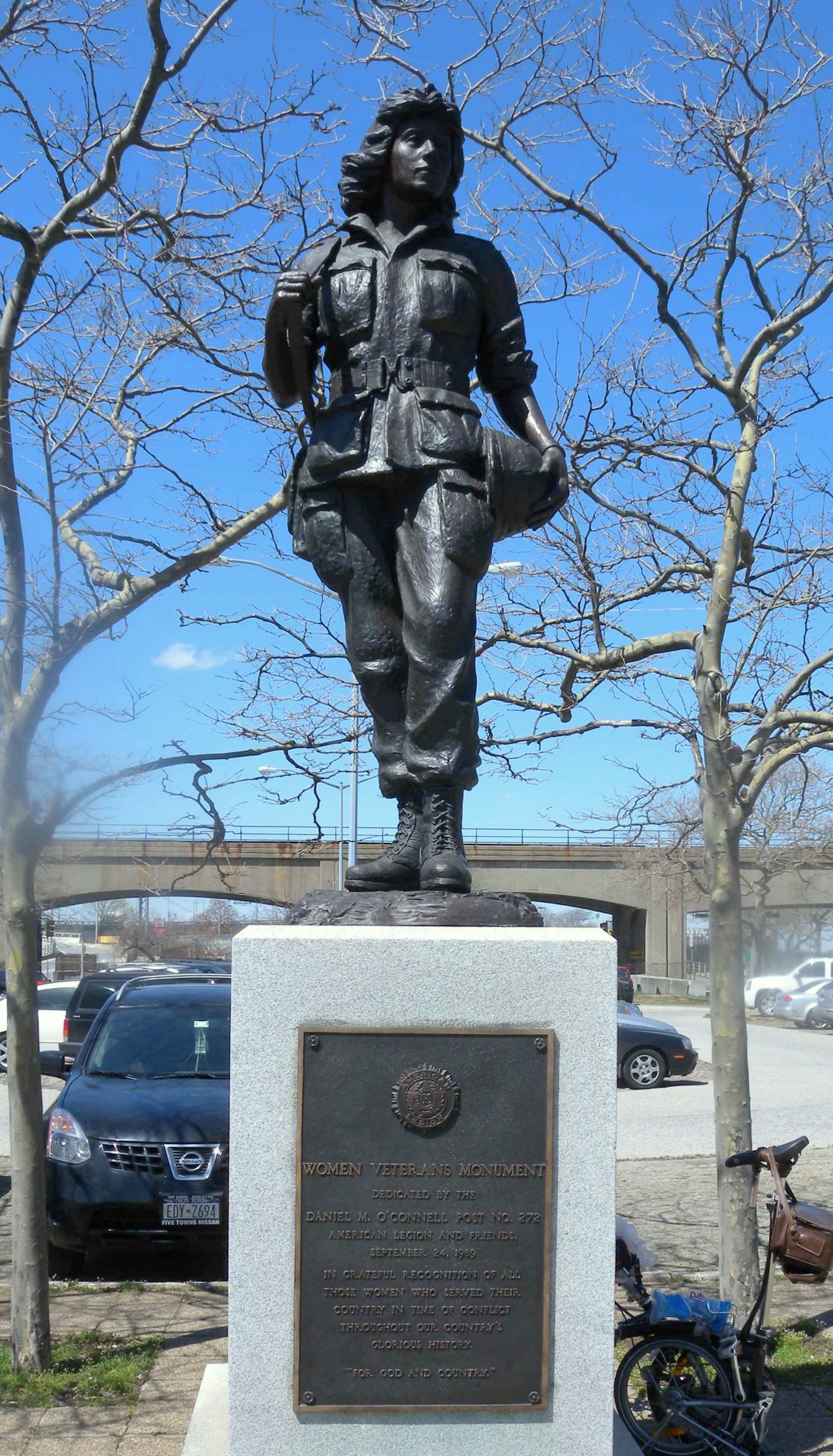
Women Veterans Monument, Kreuzung Cross Bay Parkway/Beach 95th Street

Rockaway Beach ist ein Stadtteil auf der Halbinsel Rockaway Peninsula im Stadtbezirk Queens in New York City, Vereinigte Staaten. Er ist nach dem Rockaway Beach and Boardwalk benannt, dem größten städtischen Strand der Vereinigten Staaten. Das Viertel ist wegen seiner großen irisch-amerikanischen Bevölkerung auch als „Irische Riviera“ bekannt.
Rockaway Beach hatte im Jahr 2020 laut US-Census 10.414 Einwohner, ist Teil des Queens Community District 14, hat die Postleitzahl 11692 und gehört zum 100. Bezirk des New Yorker Polizeidepartements. Kommunalpolitisch wird Rockaway Beach durch den 32. Bezirk des New York City Council (Queens County) vertreten.

## Beschreibung

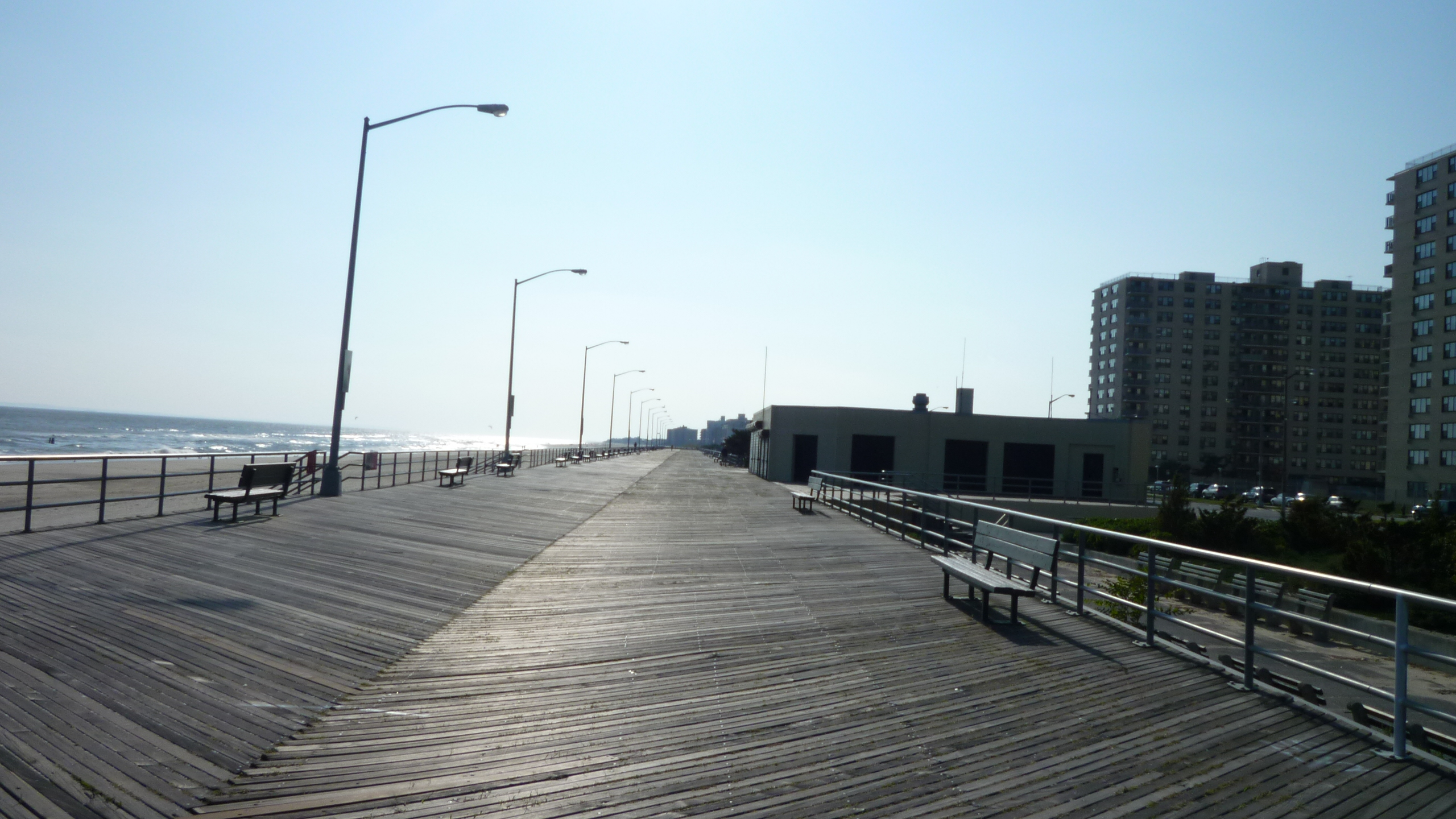
Rockaway Boardwalk nahe der Beach 105th Street

Das im äußersten Süden von Queens befindliche Rockaway Beach liegt auf der Halbinsel Rockaway zwischen dem Atlantischen Ozean im Süden und der Meeresbucht Jamaica Bay im Norden und nimmt eine Fläche von etwa 1,11 km² ein. Begrenzt wird es im Allgemeinen von der Beach 77th Street und dem Stadtteil Arverne im Osten sowie von der Beach 98th Street und dem Stadtteil Rockaway Park im Westen.
Die Gegend des heutigen Viertels bewohnten einst die indigenen Canarsee, die die Halbinsel „Reckouakie“ nannten, woraus sich später der Name Rockaway entwickelte. Ende des 19. Jahrhunderts wurde die Gegend zu einem beliebten Ziel für Strandbesucher und Urlauber. Zu dieser Zeit entstand am Strand die etwa elf Kilometer lange Promenade Rockaway Beach and Boardwalk. In den 1920er und 1930er Jahren wurden zahlreiche Wohngebäude und Hotels errichtet. Während des Zweiten Weltkriegs wurde das Viertel zu einem Ort für beurlaubtes Armeepersonal und er diente als Verkehrsknotenpunkt für die Truppen.
Der Stadtteil wurde Ende 2012 vom Hurrikan Sandy verwüstet. Der Wiederaufbau und die Wiederherstellung des Strandes fand in zwei Phasen in den Jahren 2013 und 2014 mit einem Kostenaufwand von rund 47 Millionen US-Dollar statt. Heute ist Rockaway Beach ein beliebtes Viertel, das Besucher und Bewohner wegen seiner schönen Strände, vielen Restaurants und einem regen Nachtleben anzieht.

## Demografie
Laut Volkszählung von 2020 hatte Rockaway Beach in den genannten Grenzen 10.414 Einwohner bei einer Einwohnerdichte von 9381 Einwohnern pro km². 2020 lebten hier 3637 (34,9 %) Weiße, 3222 (30,9 %) Afroamerikaner, 2525 (24,2 %) Hispanics, 465 (4,5 %) Asiaten, 176 (1,7 %) aus anderen Ethnien und 389 (3,7 %) aus zwei oder mehr Ethnien.

## Verkehr

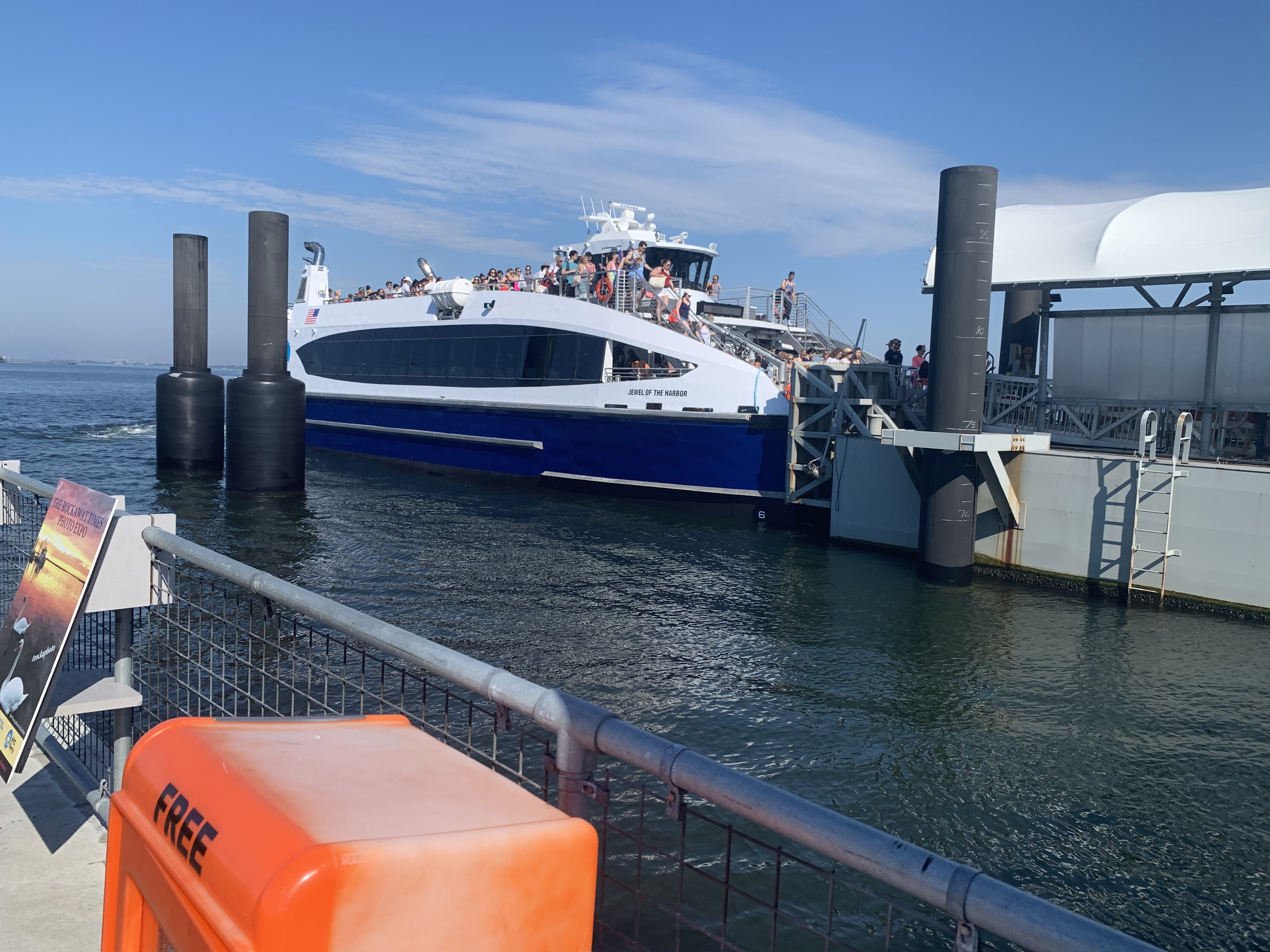
Fährterminal Rockaway

Rockaway Beach hat mit den Linien  der IND Rockaway Line einen Anschluss an die New York City Subway. Die Linien bedienen im Viertel die zwei Stationen Beach 90th und Beach 98th Street. Die New York City Transit Authority betreibt in die acht Buslinien Q21, Q22, Q109, Q52-SBS Q53-SBS, QM15, QM16, QM17. Auf Höhe der Beach 95th Street im Ortszentrum beginnt der Cross Bay Boulevard, der über die Cross Bay Veterans Memorial Bridge nach Howard Beach in unmittelbare Nähe des Flughafens JFK Airport führt. Auf dem Wasserweg unterhält die NYC Ferry mit der Rockaway-Route eine Fährverbindung zwischen Lower Manhattan (Pier 11) und der Halbinsel Rockaway, der Fähranleger befindet sich in der Beach 108th Street in Rockaway Park an der Jamaica Bay.